# Sergio Clerici
Sergio Clerici (San Paolo, 25 maggio 1941) è un allenatore di calcio ed ex calciatore brasiliano, di ruolo attaccante.
Soprannominato el Gringo, proveniente dalla Portuguesa Santista, venne ingaggiato nel 1960 dal Lecco, squadra con la quale militò fino al 1966, vincendo il titolo di capocannoniere nel 1964-65, per poi indossare le maglie di Bologna, Atalanta, Verona, Fiorentina, Napoli e Lazio, collezionando 336 presenze in Serie A con 103 gol realizzati.

## Carriera

### Giocatore

Clerici (in piedi, terzo da destra) nella Fiorentina della stagione 1972-1973

Ingaggiato dal Lecco nella stagione 1960-1961, militò per due anni in Serie A senza brillare (2 gol il primo anno, solo 1 il secondo in 30 partite complessive), prima di scendere in Serie B. Nel campionato cadetto continuò a deludere la prima stagione (5 gol in 28 partite), ma si svegliò negli anni successivi, 10 gol, poi 20 e infine 17; in quest'ultima occasione ottenne anche la promozione in Serie A.
Di nuovo nella massima serie, dopo un'altra stagione a Lecco cambiò maglia approdando al Bologna, chiamato a sostituire Harald Nielsen, ma non riuscì a sfondare. Nemmeno al Verona e alla Fiorentina le cose andarono meglio, finché non approdò al Napoli dove visse due anni ad alto livello, per poi tornare a Bologna (come contropartita, unitamente alla comproprietà di Rosario Rampanti, per il trasferimento in Campania di Giuseppe Savoldi) e chiudere con una stagione sottotono nella Lazio.
Fu protagonista, suo malgrado, dello scandalo "della telefonata" al termine della stagione 1973-1974, quando il Foggia chiese l'apertura di un'indagine federale a carico del presidente del Verona, in seguito ad una telefonata che quest'ultimo aveva fatto al suo ex centravanti; il successivo processo sportivo si concluse con la retrocessione dei veneti in Serie B.
Dopo il ritiro di José Altafini, Nené e Sormani (il primo e il terzo comunque naturalizzati italiani) nel 1976, nelle stagioni 1976-1977 e 1977-1978 fu l'ultimo giocatore straniero a militare nel campionato italiano dopo la "chiusura" ai giocatori stranieri del 1966 e prima della riapertura del 1980. È stato inoltre per lungo tempo il calciatore straniero ad aver militato in più formazioni in Serie A, ben sette (record poi passato al calciatore Amauri).
Lasciata l'Italia si trasferisce in Canada per giocare nella Canadian National Soccer League in forza ai Castors di Montréal, ottenendo il titolo di capocannoniere nella stagione 1978 e la vittoria del torneo.

### Allenatore
Al termine della carriera di calciatore tornò in Brasile dove allenò per un paio di stagioni il Santos.

## Palmarès

### Giocatore

#### Competizioni nazionali
- Canadian National Soccer League: 1

Montréal Castors: 1978

#### Individuale
- Capocannoniere della Serie B: 1

1964-1965 (20 gol, insieme a Virginio De Paoli)
- Capocannoniere della CNSL: 1

1978 (19 gol)